# Ruine Stein (Donau)
Die Ruine Stein ist eine Ruine in der Katastralgemeinde Stein in der Statutarstadt Krems an der Donau in Niederösterreich.
Sie steht nicht unter Denkmalschutz.

## Geschichte
Bereits zur Römerzeit soll das in Mautern befindliche Kastell Favianis einen Stützpunkt nördlich der Donau gehabt haben. Dessen Lage ist jedoch umstritten. Für den Platz der heutigen Ruine spricht die Riedenbezeichnung Altenburg (erste Erwähnung als "Altinpurch" zwischen 1188/93). Die Burg als Standort für die Rugenburg des König Feletheus aus der Vita Sancti Severini erscheint nach neuen Erkenntnissen unwahrscheinlich. Trotz frühmittelalterlicher Funde in der angrenzenden Ried Altenburg ist eine Siedlungskontinuität nicht gesichert.
Eine landesfürstliche Burg wird 1336 erwähnt. Sie war in die Stadtbefestigung von Stein integriert. Für die Verwaltung der Burg war ein besoldeter Pfleger zuständig, der auch für die Einhebung der Salz- und später Brückenmaut der Mauterner Brücke erhob. Die Burg wird 1336 erstmals urkundlich erwähnt.
Im Streit zwischen Kaiser Friedrich III. und Matthias Corvinus konnte die Burg 1477 der Belagerung widerstehen, musste jedoch 1485 den Ungarn die Tore öffnen. Burg und Stadt blieben bis 1490 besetzt.
Um 1614 übernahm die Stadt die Pflege der baufälligen Anlage, am 26. März 1645 fiel die Burg und die Stadt den einfallenden Schweden in die Hände, die gesamte Besatzung und die Bevölkerung wehrfähigen Bürger der Stadt wurden niedergemacht. Die Rückeroberung durch die Kaiserlichen Truppen im folgenden Jahr hinterließ eine Ruine. In der Folge kümmerte man sich nicht mehr um die funktionslos gewordene Feste und überließ sie dem Verfall. 1799 wurde das Burggelände parzelliert und an Privatpersonen verkauft.

## Beschreibung

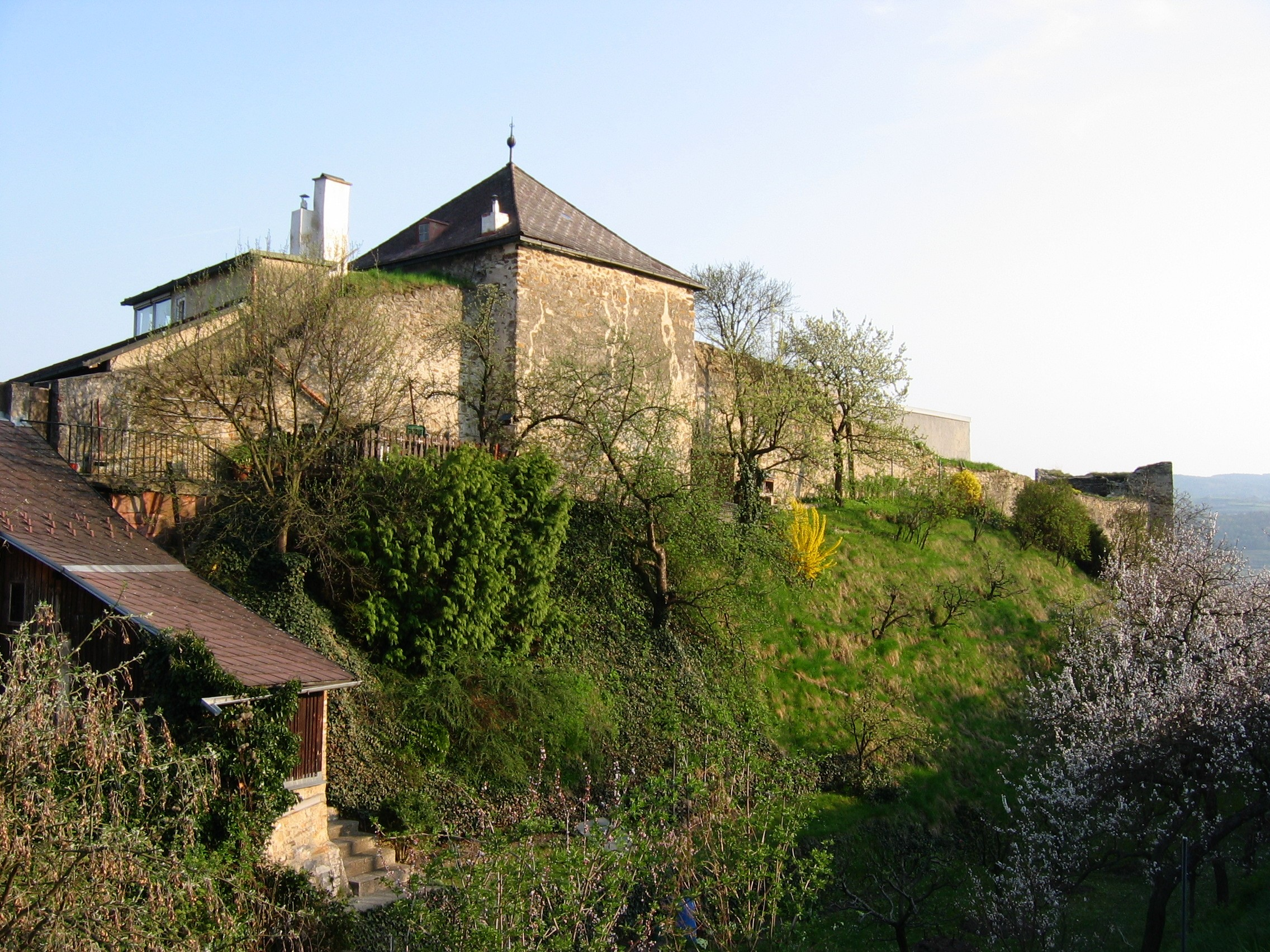
Ansicht von der Westseite

Die Ruine liegt an einem zur Stadt ziehenden, felsigen Spornausläufer zwischen Reisperbach und Förthofgraben. Der Welterbesteig führt daran vorbei.
Die landesfürstliche Steiner Stadtburg schützte den Westteil der Stadt sowie das unter ihr befindliche Linzer Tor. Das Burgareal war etwa 120 m lang und 40 m breit. Nach Südwesten lief es spitz zu. Zur Donau hin fällt der Bergsporn fast senkrecht ab. An der gegenüber liegenden Nordseite steigt die Flur Altenburg an, die Burg wurde hier durch einen breiten und sehr tiefen Graben ausgeglichen.
Die noch erhaltenen Mauerreste deuten auf eine Hauptburg am Südwestende des Bergsporns und eine Vorburg im nordöstlichen Bereich. Die lange Außenmauer ist an der Nordwestseite noch gut erhalten. Von der südlichen Mauer ist nur mehr ihr Unterbau zu erkennen. Ihr oberer Bereich wurde längst abgetragen oder ist ins Tal gestürzt. An der Südwestspitze des Burgareals steht ein noch gut erhaltener quadratischer Turm. Er dürfte früher um mindestens ein Stockwerk höher gewesen sein. Im Osten ist in die Nordmauer ein weiterer rechteckiger Turm integriert, der ebenfalls ursprünglich deutlich höher war. Schließlich gab es noch einen Turm in der Südostecke der zur Stadt gerichteten Außenmauer.